# Казахстан на зимних Азиатских играх 2007
На Зимних Азиатских играх 2007 года Казахстан представляли 104 спортсменов, выступавших в 7 видах спорта.

## Медалисты

### Медали по видам спорта
| Спорт              | Золото | Серебро | Бронза | Всего |
| ------------------ | ------ | ------- | ------ | ----- |
| Биатлон            | 1      | 1       | 3      | 5     |
| Конькобежный спорт | 0      | 0       | 1      | 1     |
| Лыжные гонки       | 4      | 4       | 2      | 10    |
| Хоккей с шайбой    | 1      | 1       | 0      | 2     |

### Золото
| Золото |                                                                       |                                                                  |
| №      | Спортсмены                                                            | Вид спорта (дисциплина)                                          |
| 1      | Александр Червяков                                                    | Биатлон (индивидуальная гонка, мужчины)                          |
| 2      | Максим Однодворцев                                                    | Лыжные гонки (масс-старт, свободный стиль, мужчины)              |
| 3      | Сергей Черепанов Андрей Кондрышев Максим Однодворцев Николай Чеботько | Лыжные гонки (эстафета 4 х 10, мужчины)                          |
| 4      | Оксана Яцкая                                                          | Лыжные гонки (индивидуальная гонка, классический стиль, женщины) |
| 5      | Елена Коломина Елена Антонова Оксана Яцкая Светлана Малахова-Шишкина  | Лыжные гонки (эстафета 4 х 5, женщины)                           |
| 6      | Женская сборная                                                       | Хоккей с шайбой (женщины)                                        |

### Серебро
| Серебро |                                                                     |                                                                  |
| №       | Спортсмены                                                          | Вид спорта (дисциплина)                                          |
| 1       | Елена Хрусталёва Виктория Афанасьева Ольга Дудченко Инна Можевитина | Биатлон (эстафета, женщины)                                      |
| 2       | Алексей Полторанин                                                  | Лыжные гонки (спринт свободным стилем, мужчины)                  |
| 3       | Андрей Кондрышев                                                    | Лыжные гонки (масс-старт, свободный стиль, мужчины)              |
| 4       | Елена Коломина                                                      | Лыжные гонки (спринт свободным стилем, женщины)                  |
| 5       | Светлана Малахова-Шишкина                                           | Лыжные гонки (индивидуальная гонка, классический стиль, женщины) |
| 6       | Мужская сборная                                                     | Хоккей с шайбой (мужчины)                                        |

### Бронза
| Бронза |                                                                       |                                                     |
| №      | Спортсмены                                                            | Вид спорта (дисциплина)                             |
| 1      | Сергей Наумик Александр Трифонов Эрден Абдрахманов Александр Червяков | Биатлон (эстафета, мужчины)                         |
| 2      | Елена Хрусталёва                                                      | Биатлон (гонка преследования, женщины)              |
| 3      | Инна Можевитина                                                       | Биатлон (индивидуальная гонка, женщины)             |
| 4      | Дмитрий Бабенко                                                       | Конькобежный спорт (5000 м, мужчины)                |
| 5      | Евгений Кошевой                                                       | Лыжные гонки (спринт свободным стилем, мужчины)     |
| 6      | Андрей Головко                                                        | Лыжные гонки (масс-старт, свободный стиль, мужчины) |